# Salvador de Samà i de Sarriera
Salvador de Samà i de Sarriera (Vinyols i els Arcs, 11 de desembre de 1884- Barcelona, 21 de desembre de 1948) fou un aristòcrata i polític català, fill de Salvador de Samà i Torrents.
Tercer marquès de Marianao i segon marquès de Vilanova i la Geltrú, fou diputat pels districte de Tortosa i el Vendrell pel Partit Liberal (fracció romanonista) a les eleccions generals espanyoles de 1910, 1916 i 1918. Posteriorment fou senador per la Lliga Regionalista el 1919. És pare de Salvador de Samà i Coll.